# Essoreuse à salade

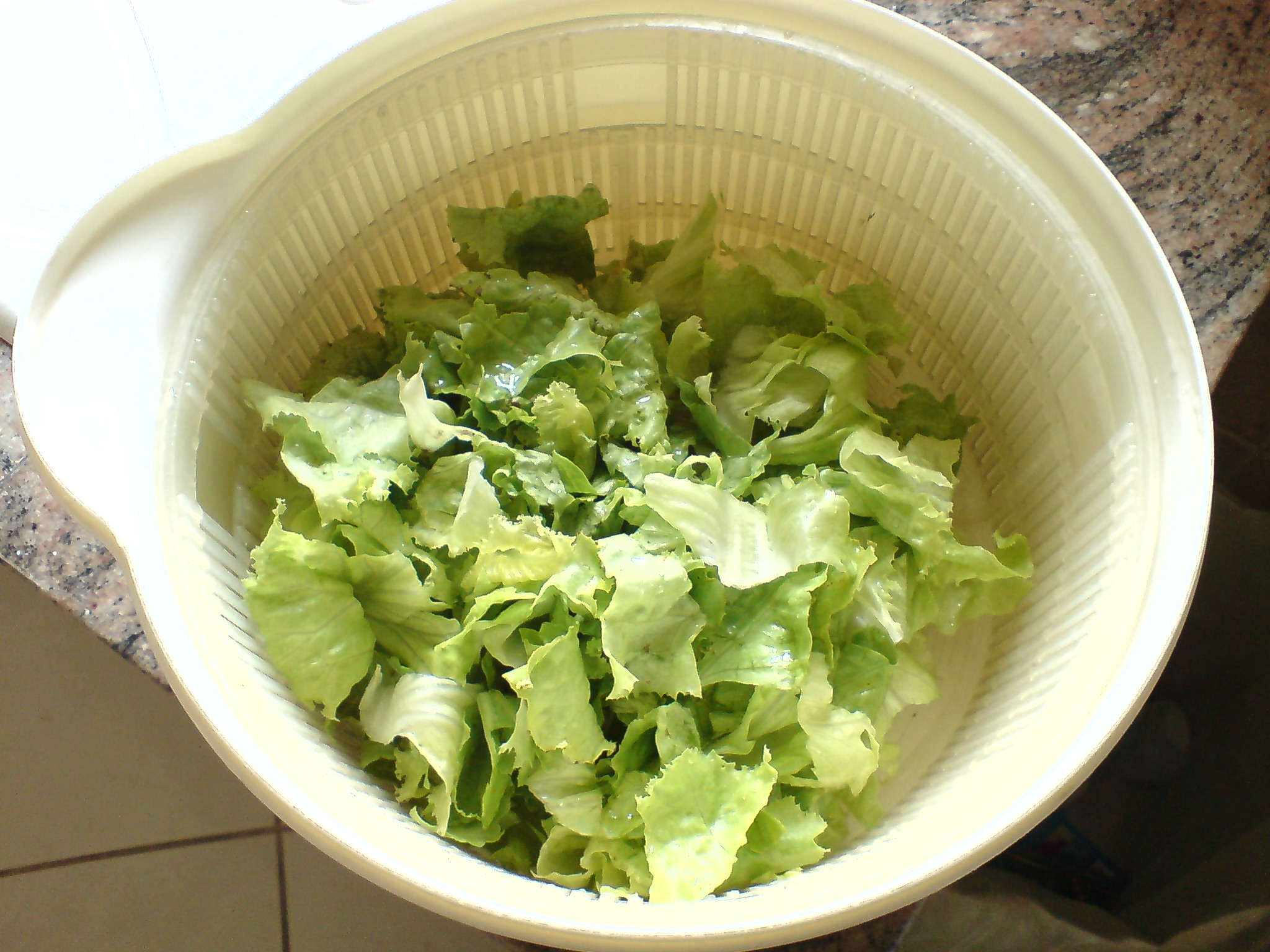
Exemple d'essoreuse à salade

Une essoreuse à salade est un ustensile de cuisine permettant en quelques instants de retirer l'eau que les feuilles d'une salade ont retenue à la fin du lavage.

## Fonctionnement
L'essoreuse est une application domestique de la centrifugation : les feuilles de salade mouillées tournent à grande vitesse dans le panier dont la paroi est perforée : la forte accélération radiale qui leur est imprimée force la migration de l'eau vers l'extérieur, puis son expulsion à travers le panier, avant qu'elle ne se rassemble par gravité au bas de la cuve extérieure.